# Manos al aire
A Manos al aire (jelentése spanyolul: ’Kezeket a levegőbe’) Nelly Furtado 2009 szeptemberében megjelent negyedik, Mi Plan című spanyol nyelvű albumának első kislemeze. A dal két hétig ült a közép-amerikai rádiók listáinak csúcsán, második lett a német rádiósok listáján, az USA-ban és Puerto Rico-ban harmadik, Olaszországban és Svájcban a legjobb ötben, míg Latin-Amerikában és Spanyolországban a legjobb tízben van. A dalhoz készült videó az internetes áruházban a tíz legkeresettebb videó között van, Argentínában meghódította a slágerlistákat, és világszerte a legmagasabb rotációba tették a zenetévék, és második helyen áll a Billboard "Hot Latin Songs" listáján.

## Megjelenés
| Ország      | Dátum           | Formátum           |
| ----------- | --------------- | ------------------ |
| Olaszország | 2009.június 25. | Airplay            |
| Világszerte | 2009.június 29. | Airplay            |
| Világszerte | 2009.június 30. | Digitális letöltés |